# زاوية سيدي الحسني
زاوية سيدي الحسني أو زاوية شريف الوزاني هي إحدى الزوايا في الجزائر الواقعة في بلدية وهران بدائرة وهران ضمن ولاية وهران، والتابعة لمنهاج «الطريقة الطيبية».

## الملتقيات
نظمت «زاوية سيدي الحسني» بوهران الملتقى الدولي الثاني حول موضوع «الفكر الصوفي: خطاب يؤسس لثقافة السلم والتسامح» خلال يومي 2 و3 أوت 2016م.
وتم تنظيم الملتقى بداخل مسجد عبد الحميد بن باديس على هامش «وعدة سيدي الحسني» التي تُقَامُ سنويا بين 4 و6 أوت.
وتزامن الملتقى مع الذكرى العاشرة لميثاق السلم والمصالحة الوطنية، يحمل رسالة سلام، معتبرا أن الوسطية المبنية على السلم والتسامح هي أفضل رد لمجابهة التطرف الديني.
وسعى هذا الملتقى إلى استجلاء مظاهر التعايش السلمي الديني والحضري والاجتماعي ونبذ خطابات الكراهية والإقصاء.
وشارك في هذا الملتقى شيوخ زوايا من عدة طرق وأساتذة جامعيون من وهران ومستغانم، ومختصون في التصوف من خارج الوطن، على غرار نيجيريا وموريتانيا والمغرب.

## وعدة سيدي الحسني
«وعدة سيدي الحسني» أو «وعدة وهران» هي تجمع ديني وثقافي تُقَامُ فعالياته كل سنة بمشاركة فرق فلكلورية من مختلف ربوع الوطن، إضافة إلى المئات من المنتسبين إلى الزاوية الطيبية ومتصوفين من طرق أخرى.
وتستقبل الزاوية كل سنة ما يعادل 2.000 شخص من المتصوفين والعامة يشاركون في فعاليات الوعدة، حيث ينطلق الاحتفال أمام الولي الصالح سيدي الحسني ثم تتوالى المراسم على مدار ثلاثة أيام باحتفالات فلكلورية وجلسات تلاوة وترتيل القرآن الكريم، كما يتم إطعام المساكين طوال هذه الفترة.
كما يتضمن البرنامج تجمعا لتلبيس ضريح الولي الصالح بحضور الأشراف ومقاديم مختلف الطرق ومسيرة من «ضريح سيدي حسني» إلى «سيدي الهواري»، و«حضرة» أمام الضريح وأداء السلكة وهي ترتيل القرآن الكريم (60 حزبا) من عصر الخميس إلى فجر الجمعة دون توقف.

### مواضيع ذات صلة
- المرجعية الدينية الجزائرية
- وزارة الشؤون الدينية الجزائرية
- الحزب الراتب: الحزاب - الباش حزاب - السلكة
- الزوايا في الجزائر
- الطريقة الرحمانية
- طريقة صوفية
- صوفية
- تاريخ التصوف
- ولاية وهران
- دائرة وهران
- بلدية وهران

### وصلات خارجية
- الموقع الرسمي لوزارة الشؤون الدينية والأوقاف الجزائرية